# Карабау (Карабауский сельский округ)
Карабау (каз. Қарабау) — село в Казыгуртском районе Туркестанской области Казахстана. Административный центр Карабауского сельского округа. Находится примерно в 16 км к северо-востоку от районного центра, села Казыгурт. Код КАТО — 514045100.

## Население
В 1999 году население села составляло 1056 человек (525 мужчин и 531 женщина). По данным переписи 2009 года, в селе проживало 796 человек (397 мужчин и 399 женщин).